# Alexander Bertelsson
Alexander Bertelsson (* 1890 in Lixna, Lettland; † 1975 in Berlin) war ein deutsch-baltischer Maler, Gebrauchsgrafiker und Publizist.

## Leben
Er zählt zu den deutschen Expressionisten und ist baltischer Herkunft. Er studierte zunächst an der Kunstschule in Riga und ab 1908 als Meisterschüler an der Kunstakademie München bei Heinrich von Zügel. Ab 1910 war er in Dresden tätig, wo Wilhelm Claus sein Lehrer wurde. 1913 nahm er in Riga an der dortigen Kunstausstellung teil. Ab 1914 hielt er sich u. a. in Schweden auf. 1920 gründete er die Künstlergruppe Die Schaffenden, die eine expressionistisch orientierte Dresdner Künstlergruppe um Erich Fraaß, Curt Großpietsch, Wilhelm Lachnit, Willy Illmer und Fritz Skade mit sozialkritischem Bezug war. 1922 begann eine Freundschaft mit Lovis Corinth, der ihn malerisch stark beeinflusste und ihn an eine Ausstellung der Berliner Secession im Jahr 1923 einlud. 1928 ließ Bertelsson sich fest im sächsischen Dresden nieder, wo er als freischaffender Kunstmaler sein Atelier in der Striesener Straße hatte. 1927 und 1928 war er Herausgeber des „Dresdner Kunstbuches“, in dem er sich u. a. kritisch mit Wassily Kandinsky befasste.
Bereits zu Beginn der 1930er Jahre wurde er Mitarbeiter und später Verantwortlicher für den Inhalt der seit 1933 bei der Nachrichtenstelle der Sächsischen Staatskanzlei angesiedelten Monatschrift für Volkstum und Heimatpflege, für Kultur, Wirtschaft und Verkehr – Das schöne Sachsen. In der Zeit des Nationalsozialismus war Bertelsson Mitglied der Reichskammer der bildenden Künste. Gegenüber dem nationalsozialistischen sächsischen Minister für Volksbildung Wilhelm Hartnacke stellte er sich Anfang April 1933 als Opfer des avantgardistischen Dresdner Kunstbetriebs dar. Als völkisch orientierter und neoromantischer Maler empfing er ab 1933 plötzlich Anerkennung.
1934/35 war er Geschäftsführer des Sachsen-Kontors der Nordischen Gesellschaft, deren erster Vorsitzender der NSDAP-Gauleiter und Reichsstatthalter Martin Mutschmann war.
1939 wurde er stellvertretender Vorsitzender und Hauptgeschäftsführer der Gesellschaft für europäische Wirtschaftsplanung und Großraumwirtschaft, die von dem Leiter der Abteilung Außenhandel im Außenpolitischen Amt der NSDAP, Werner Daitz, in Dresden gegründet wurde.

## Schriften (Auswahl)
- (mit Wolfgang Jess) (Hrsg.): Dresdner Kunstbuch 1927. Jahrbuch zur Förderung der Kunstpflege, Verlag von Wolfgang Jess, Dresden 1927.
- (mit Wolfgang Jess) (Hrsg.): Dresdner Kunstbuch 1928. Jahrbuch zur Förderung der Kunstpflege, Verlag von Wolfgang Jess, Dresden 1928.
- Die Nordische Gesellschaft und Sachsen. In: Der Freiheitskampf, Dresdner Stadtausgabe vom 11. Juli 1934, S. 3.
- Die deutschen Malerromantiker und wir. In: Das schöne Sachsen 7 (1937), S. 132–134.

## Ausstellungen (unvollständig)
- 1934: Berlin, Ausstellungsgebäude Tiergartenstraße („Die Auslese I“)
- 1934: Dresden, Brühlsche Terrasse („Sächsische Kunstausstellung“)
- 1934: Düsseldorf, Kunstpalast am Rhein („Gemeinschaftsausstellung deutscher Künstler“)